# Caranx senegallus
Caranx senegallus is een straalvinnige vissensoort uit de familie van horsmakrelen (Carangidae). De wetenschappelijke naam van de soort is voor het eerst geldig gepubliceerd in 1833 door Cuvier.

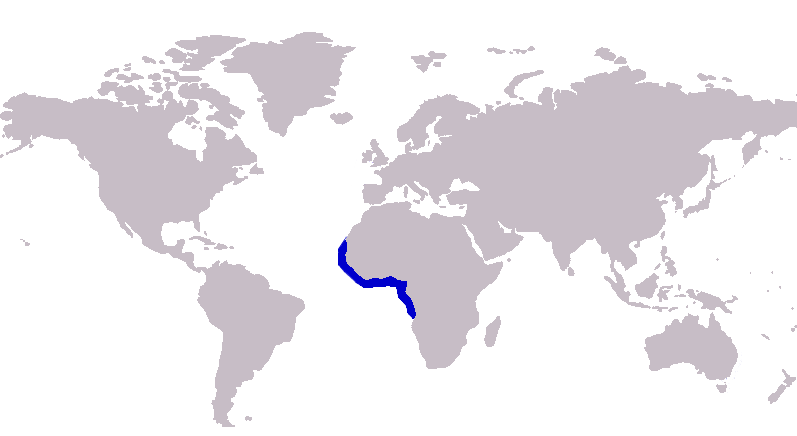
Verspreidingsgebied van Caranx senegallus